# Абрикосова вулиця (Севастополь)
Абрикосова вулиця (крим. Abrıkosova soqaq) — вулиця в Нахімовському районі Севастополя, в районі Абрикосівка.
У 1979 році частину вулиці перейменували на честь генерала-лейтенанта Євгена Івановича Жидилова.